# 3148 Гречко
3148 Гречко (временно означение 1979 SA12) е астероид от основния пояс. Открит е от съветския астроном Николай Черних и е наименуван на съветския космонавт Георгий Гречко.